# Джуліана Ольмос
Джуліана Маріон Ольмос Дік (ісп. Giuliana Marion Olmos Dick) — мексиканська тенісистка, що народилася в Австрії.
Виступаючи в Fed Cup за Мексику Ольмос станом на травень 2020 року має співвідношення виграшів—програшів 13—11.

## Фінали турнірів WTA

### Пари: 5 (2 титули)
| Результат | В–П | Дата     | Турнір                           | Поверхня | Партнерка      | Супротивниці                     | Рахунок          |
| --------- | --- | -------- | -------------------------------- | -------- | -------------- | -------------------------------- | ---------------- |
| Поразка   | 0–1 | Кві 2018 | Monterrey Open, Мексика          | Хард     | Дезіре Кравчик | Наомі Броді Сара Соррібес Тормо  | 6–3, 4–6, [8–10] |
| Поразка   | 0–2 | Бер 2019 | Acapulco Open, Мексика           | Хард     | Дезіре Кравчик | Вікторія Азаренко Чжен Сайсай    | 1–6, 2–6         |
| Перемога  | 1–2 | Чер 2019 | Nottingham Open, Велика Британія | Трава    | Дезіре Кравчик | Еллен Перес Анастасія Родіонова  | 7–6(7–5), 7–5    |
| Поразка   | 1–3 | Вер 2019 | Guangzhou Open, КНР              | Хард     | Алекса Гуарачі | Пен Шуай Лаура Зігемунд          | 2–6, 1–6         |
| Перемога  | 2–3 | Лют 2020 | Acapulco Open, Мехіко            | Хард     | Дезіре Кравчик | Катерина Бондаренко Шерон Фічман | 6–3, 7–6(7–5)    |

## Фінали турнірів серії WTA 125

### Пари: 1 фінал
| Результат | В–П | Дата     | Турнір                     | Поверхня | Партнерка      | Супротивниці                 | Рахунок          |
| --------- | --- | -------- | -------------------------- | -------- | -------------- | ---------------------------- | ---------------- |
| Рахунок   | 0–1 | Лис 2018 | WTA Houston, United States | Хард     | Дезіре Кравчик | Меган Манасс Джессіка Пегула | 6–1, 4–6, [8–10] |